# Frederick William Vanderbilt
Frederick William Vanderbilt (2 februari 1856 – Hyde Park (New York), 29 juni 1938) was een lid van de steenrijke Amerikaanse familie van Nederlandse afkomst Vanderbilt. Hij was gedurende 61 jaar directeur bij hun spoorwegonderneming New York Central Railroad.
Hij was de derde zoon van William Henry Vanderbilt en Maria Louisa Kissam. Hij trouwde Louise Antoney Torrance (roepnaam Lulu); uit hun huwelijk zijn geen kinderen geboren. Als afgestudeerde aan de Yale-universiteit (Sheffield Scientific School 1876) heeft hij hieraan grote donaties gedaan en voor extra gebouwen gezorgd (onder andere Vanderbilt Hall). 
Frederick bezat veel imposante huizen in New York (10 East 40th Street), Newport ("Rough Point"), Bar Harbor ("Sonogee"), Upper St. Regis Lake in de Adirondacks ("Pine Tree Point") en gedurende 43 jaar een plattelandspaleis gebouwd in Italiaanse Renaissance stijl (gebouwd 1895; opgeleverd 1899) in Hyde Park, New York ("Hyde Park") dat tegenwoordig wordt bewaard door de National Park Service als Vanderbilt Mansion National Historic Site. Hij was regelmatig ook onderweg met zijn grote (zeil)jachten. Zijn schip de "Warrior" liep begin 1914 met vele hoge gasten op de klippen en ging verloren, de gasten konden op tijd overstappen op een ander schip. 